# Modena Football Club 1968-1969
Questa pagina raccoglie le informazioni riguardanti il Modena Football Club nelle competizioni ufficiali della stagione 1968-1969.

## Rosa
| N. |                   | Ruolo | Calciatore         |
| -- | ----------------- | ----- | ------------------ |
|    | Italia (bandiera) | D     | Gianni Balugani    |
|    | Italia (bandiera) | D     | Giuseppe Barucco   |
|    | Italia (bandiera) | A     | Pierangelo Basili  |
|    | Italia (bandiera) | D     | Gianfranco Borsari |
|    | Italia (bandiera) | A     | Giorgio Braglia    |
|    | Italia (bandiera) | P     | Santino Ciceri     |
|    | Italia (bandiera) | D     | Sergio Codognato   |
|    | Italia (bandiera) | P     | Angelo Colombo     |
|    | Italia (bandiera) | A     | Giovanni Console   |
|    | Italia (bandiera) | A     | Vincenzo Damiano   |
|    | Italia (bandiera) | C     | Bruno Franzini     |
|    | Italia (bandiera) | D     | Vincenzo Gasperi   |

| N. |                      | Ruolo | Calciatore        |
| -- | -------------------- | ----- | ----------------- |
|    | Italia (bandiera)    | A     | Mario Iseppi      |
|    | Italia (bandiera)    | D     | Dino Landini      |
|    | Italia (bandiera)    | D     | Angelo Lodi       |
|    | Italia (bandiera)    | D     | Luigi Marcioni    |
|    | Italia (bandiera)    | A     | Gianni Merighi    |
|    | Argentina (bandiera) | A     | Rubén Merighi     |
|    | Italia (bandiera)    | A     | Roberto Oltramari |
|    | Italia (bandiera)    | P     | Walter Padovani   |
|    | Italia (bandiera)    | A     | Alberto Sassi     |
|    | Italia (bandiera)    | C     | Antonio Soncini   |
|    | Cile (bandiera)      | A     | Jorge Toro        |
|    | Italia (bandiera)    | D     | Claudio Vellani   |

## Risultati

### Serie B

#### Girone di andata
| 20 settembre 1968 1ª giornata | Lecco | 3 – 1 | Modena |  |

| 6 ottobre 1968 2ª giornata | Modena | 0 – 2 | Como |  |

| 13 ottobre 1968 3ª giornata | Bari | 1 – 0 | Modena |  |

| 20 ottobre 1968 4ª giornata | Modena | 0 – 0 | Genoa |  |

| 3 novembre 1968 5ª giornata | Modena | 0 – 0 | Cesena |  |

| 10 novembre 1968 6ª giornata | Monza | 0 – 0 | Modena |  |

| 17 novembre 1968 7ª giornata | Modena | 2 – 0 | Livorno |  |

| 24 novembre 1968 8ª giornata | Catanzaro | 0 – 0 | Modena |  |

| 1º dicembre 1968 9ª giornata | Catania | 0 – 0 | Modena |  |

| 8 dicembre 1968 10ª giornata | Modena | 1 – 2 | Brescia |  |

| 15 dicembre 1968 11ª giornata | Perugia | 0 – 0 | Modena |  |

| 22 dicembre 1968 12ª giornata | Modena | 1 – 0 | Mantova |  |

| 29 dicembre 1968 13ª giornata | Reggiana | 1 – 0 | Modena |  |

| 5 gennaio 1969 14ª giornata | Modena | 0 – 0 | Reggina |  |

| 12 gennaio 1969 15ª giornata | SPAL | 3 – 1 | Modena |  |

| 19 gennaio 1969 16ª giornata | Lazio | 2 – 1 | Modena |  |

| 26 gennaio 1969 17ª giornata | Modena | 2 – 1 | Padova |  |

| 2 febbraio 1969 18ª giornata | Foggia | 1 – 0 | Modena |  |

| 9 febbraio 1969 19ª giornata | Modena | 1 – 2 | Ternana |  |

#### Girone di ritorno
| 16 febbraio 1969 20ª giornata | Modena | 0 – 0 | Lecco |  |

| 23 febbraio 1969 21ª giornata | Como | 0 – 1 | Modena |  |

| 2 marzo 1969 22ª giornata | Modena | 0 – 0 | Bari |  |

| 9 marzo 1969 23ª giornata | Genoa | 1 – 1 | Modena |  |

| 16 marzo 1969 24ª giornata | Cesena | 1 – 0 | Modena |  |

| 23 marzo 1969 25ª giornata | Modena | 1 – 1 | Monza |  |

| 30 marzo 1969 26ª giornata | Livorno | 2 – 0 | Modena |  |

| 13 aprile 1969 27ª giornata | Modena | 1 – 0 | Catanzaro |  |

| 20 aprile 1969 28ª giornata | Modena | 1 – 1 | Catania |  |

| 27 aprile 1969 29ª giornata | Brescia | 3 – 0 | Modena |  |

| 4 maggio 1969 30ª giornata | Modena | 0 – 0 | Perugia |  |

| 11 maggio 1969 31ª giornata | Mantova | 1 – 2 | Modena |  |

| 15 maggio 1969 32ª giornata | Modena | 3 – 0 | Reggiana |  |

| 18 maggio 1969 33ª giornata | Reggina | 1 – 0 | Modena |  |

| 25 maggio 1969 34ª giornata | Modena | 1 – 0 | SPAL |  |

| 1º giugno 1969 35ª giornata | Modena | 1 – 1 | Lazio |  |

| 8 giugno 1969 36ª giornata | Padova | 2 – 0 | Modena |  |

| 15 giugno 1969 37ª giornata | Modena | 4 – 0 | Foggia |  |

| 22 giugno 1969 38ª giornata | Ternana | 2 – 0 | Modena |  |

## Statistiche

### Statistiche di squadra
| Competizione | Punti | In casa | In casa | In casa | In casa | In casa | In casa | In trasferta | In trasferta | In trasferta | In trasferta | In trasferta | In trasferta | Totale | Totale | Totale | Totale | Totale | Totale | DR  |
| Competizione | Punti | G       | V       | N       | P       | Gf      | Gs      | G            | V            | N            | P            | Gf           | Gs           | G      | V      | N      | P      | Gf     | Gs     | DR  |
| ------------ | ----- | ------- | ------- | ------- | ------- | ------- | ------- | ------------ | ------------ | ------------ | ------------ | ------------ | ------------ | ------ | ------ | ------ | ------ | ------ | ------ | --- |
| Serie B      | 32    | 19      | 7       | 9       | 3       | 19      | 10      | 19           | 2            | 5            | 12           | 7            | 24           | 38     | 9      | 14     | 15     | 26     | 34     | -8  |
| Coppa Italia | 0     | 2       | 0       | 0       | 2       | 2       | 5       | 1            | 0            | 0            | 1            | 1            | 4            | 3      | 0      | 0      | 3      | 3      | 9      | -6  |
| Totale       |       | 21      | 7       | 9       | 5       | 21      | 15      | 20           | 2            | 5            | 13           | 8            | 28           | 41     | 9      | 14     | 18     | 29     | 43     | -14 |

### Statistiche dei giocatori
| Giocatore    | Serie B  | Serie B | Coppa Italia | Coppa Italia | Totale   | Totale |
| Giocatore    | Presenze | Reti    | Presenze     | Reti         | Presenze | Reti   |
| ------------ | -------- | ------- | ------------ | ------------ | -------- | ------ |
| G. Balugani  | 15       | 0       | -            | -            | 15       | 0      |
| G. Barucco   | 36       | 0       | 3            | 0            | 39       | 0      |
| P. Basili    | 6        | 0       | -            | -            | 6        | 0      |
| G. Borsari   | 32       | 0       | 3            | 0            | 35       | 0      |
| G. Braglia   | 32       | 6       | 3            | 2            | 35       | 8      |
| S. Ciceri    | 23       | -19     | 2            | -1           | 25       | -20    |
| S. Codognato | 15       | 0       | 2            | 0            | 17       | 0      |
| A. Colombo   | 17       | -15     | 2            | -6           | 19       | -21    |
| G. Console   | 25       | 3       | 3            | 0            | 28       | 3      |
| V. Damiano   | 2        | 0       | 2            | 0            | 4        | 0      |
| B. Franzini  | 32       | 1       | 3            | 0            | 35       | 1      |
| V. Gasperi   | 3        | 0       | 2            | 0            | 5        | 0      |
| M. Iseppi    | 18       | 2       | -            | -            | 18       | 2      |
| D. Landini   | 32       | 0       | -            | -            | 32       | 0      |
| A. Lodi      | 20       | 0       | 1            | 0            | 21       | 0      |
| L. Marcioni  | 17       | 2       | 1            | 0            | 18       | 2      |
| G. Merighi   | 21       | 3       | -            | -            | 21       | 3      |
| R. Merighi   | 22       | 5       | 2            | 0            | 24       | 5      |
| R. Oltramari | 5        | 0       | 1            | 0            | 6        | 0      |
| W. Padovani  | -        | -       | 1            | -2           | 1        | -2     |
| A. Sassi     | 1        | 0       | -            | -            | 1        | 0      |
| A. Soncini   | 15       | 1       | 1            | 0            | 16       | 1      |
| J. Toro      | 33       | 3       | 3            | 0            | 36       | 3      |
| C. Vellani   | 25       | 0       | 3            | 0            | 28       | 0      |